# District de Nyagatare

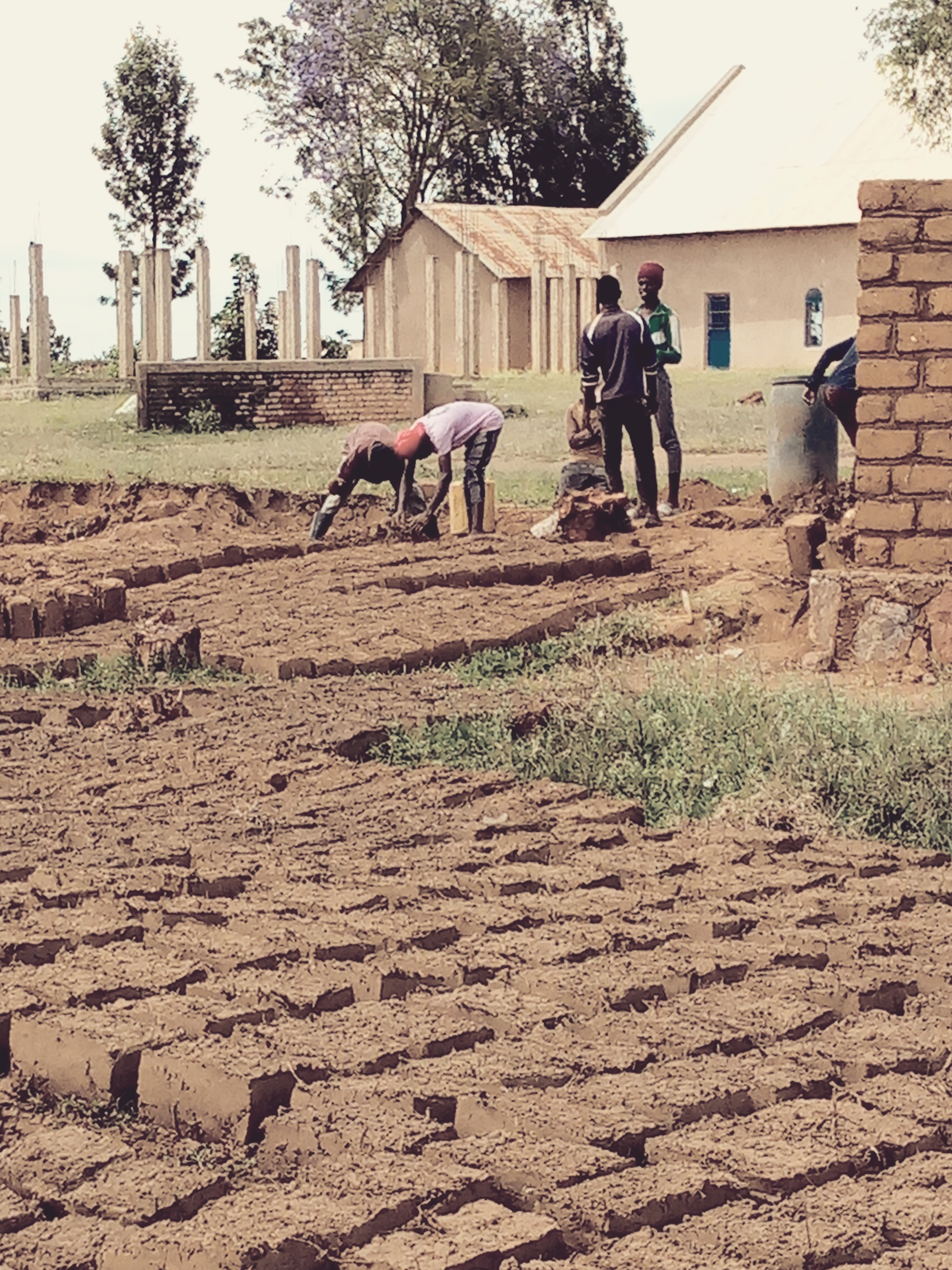
Utilisation de briques artisanales pour la construction d'une maison.

Le district de Nyagatare se trouve dans la Province de l'Est du Rwanda, à la frontière avec l'Ouganda et la Tanzanie.
Il se compose de 14 secteurs (imirenge): Gatunda, Kiyombe, Karama, Karangazi, Katabagemu, Matimba, Mimuli, Mukama, Musheli, Nyagatare, Rukomo, Rwempasha, Rwimiyaga et Tabagwe.
La population totale, au recensement de 2022, est de 653,861 habitants et en fait le second district le plus peuplé du Rwanda après le district de Gasabo selon le resencement de 2022. 